# Неприлично предложение
„Неприлично предложение“ (на английски: Indecent Proposal) е американска еротична романтична драма от 1993 г. на режисьора Ейдриън Лейн, по сценарий на Ейми Холдън Джоунс, базиран на едноименния роман от 1988 г., написан от Джак Енгелхард, с участието на Робърт Редфорд, Деми Мур, Уди Харелсън, Оливър Плат и Били Боб Торнтън.

## Актьорски състав
| Актьор           | Роля               |
| ---------------- | ------------------ |
| Робърт Редфорд   | Джон Кейдж         |
| Деми Мур         | Даяна Мърфи        |
| Уди Харелсън     | Дейвид Мърфи       |
| Сиймор Касел     | Господин Шакелфорд |
| Оливър Плат      | Джеръми Грийн      |
| Били Боб Торнтън | Дай Трипър         |
| Рип Тейлър       | Господин Лангфорд  |
| Памела Холт      | Гаджето на Дейвид  |
| Томи Буш         | Господин Мърфи     |